# Râul Agriș, Arieș
Râul Agriș este un curs de apă, afluent al râului Iara. 